# Johann Kaspar Ferdinand Fischer
Johann Kaspar Ferdinand Fischer (Schönfeld (Bohemen), 6 september 1656 – Rastatt, 27 augustus 1746) was een Duits componist en organist, niet te verwarren met Johann Fischer (1646-1720), ook een Duits componist.

## Leven
Zijn vroege jaren zijn lange tijd in duisternis gehuld geweest. Zijn vader was kleermaker, hij studeerde in Schlackenwerth in Bohemen en zijn eerste bewaarde werken dateren uit 1682. In 1690 is hij kapelmeester van het hof in Saksen-Lauenburg en in 1695 is hij inmiddels in dienst getreden van markgraaf Lodewijk Willem van Baden, ook als kapelmeester. Na de vrede van Rijswijk bouwde deze in Rastatt een indrukwekkend paleis, geïnspireerd op Versailles en vanaf 1715 tot zijn dood werkte Fischer hier aan het hof. Het was een zeer muziekvriendelijke omgeving en Fischer componeerde er vele werken, zowel wereldlijke muziek als kerkmuziek, waarvan de meeste verloren zijn gegaan.

## Werk
Zijn werk wordt gekenmerkt door een grote beheersing van het contrapunt en van de Franse barokstijl van componisten als Lully. Carl Philipp Emanuel Bach schrijft dat zijn vader (Johann Sebastian Bach) Fischers werk zeer waardeerde en hem als een van de grootste componisten van zijn tijd beschouwde.
Van Fischers werk hebben wij nu nog;
- Enige tientallen liturgische werken uit zijn jeugd in Bohemen
- Le journal de Printemps, een verzameling suites voor orkest (1695);
- Musikalisches Blumenbüschlein, 8 suites voor klavecimbel (1696);
- Ariadne Musica, 20 preludes en fuga's en 5 ricercaren voor orgel (1702);
- Musikalischer Blumenstrauss, 8 preludes en fuga's voor orgel in de verschillende kerktoonsoorten (1732);
- Musicalischer Parnassus, 9 suites voor klavecimbel, tamelijk los van structuur en genoemd naar de 9 muzen (1738).

De Ariadne Musica is de eerste cyclus van stukken die alle chromatische toonsoorten systematisch doorloopt, afgezien van de vijf toonsoorten die het meest vals klonken in de toentertijd gebruikelijke middentoonstemming (daarnaast is er ook nog een stuk in de phrygische modus). Het is daarmee een belangrijke voorloper van Bachs Wohltemperierte Klavier, waarin door een inmiddels veranderde stemming van het klavecimbel alle toonsoorten doorlopen konden worden zonder het gehoor al te veel geweld aan te doen.
- Biblioteca Nacional de España: XX1036050
- Bibliothèque nationale de France: cb14796764d (data)
- Gemeinsame Normdatei: 11891958X
- International Standard Name Identifier: 0000 0001 0930 5642
- Library of Congress Control Number: n82043266
- Nationale Bibliotheek van Letland: 000049584
- MusicBrainz: 53c5666d-46b7-4de4-999a-3a2f84b35807
- Nationale Bibliotheek van Tsjechië: jn20000601584
- Nationale Bibliotheek van Israël: 987007283672705171
- Nederlandse Thesaurus van Auteursnamen: 30734763X
- SNAC: w68j0mvg
- Système universitaire de documentation: 117314331
- Trove: 908584
- Virtual International Authority File: 54412065
- WorldCat: E39PCjCvJRRjYMG9GJCFjbhMWC